# Li Ju
Li Ju (Nantong, 22 gennaio 1976) è una tennistavolista cinese.